# Euphorbia alsinifolia
Euphorbia alsinifolia es una especie fanerógama perteneciente a la familia Euphorbiaceae. Es endémica de Brasil donde se encuentra en la Caatinga distribuida en Bahia.

## Taxonomía
Euphorbia alsinifolia fue descrito por Pierre Edmond Boissier y publicado en Centuria Euphorbiarum 16. 1860.
Etimología
Euphorbia: nombre genérico que deriva del médico griego del rey Juba II de Mauritania (52 a 50 a. C. - 23), Euphorbus, en su honor – o en alusión a su gran vientre –  ya que usaba médicamente Euphorbia resinifera. En 1753 Carlos Linneo asignó el nombre a todo el género.
alsinifolia: epíteto latino que significa "con hojas como el género Alsine".